# Lill-Kyrktjärnen
Lill-Kyrktjärnen är en sjö i Strömsunds kommun i Ångermanland och ingår i Ångermanälvens huvudavrinningsområde.